# Иваска, Астрида
Астрида Иваска (латыш. Astrīde Ivaska, урождённая Астридэ Хелена Хартмане (латыш. Astrīde Helēna Hartmane); 7 августа 1926, Рига — 24 марта 2015, Рига) — латвийско-американская писательница и поэтесса, педагог. Супруга поэта Ивара Иваска.

## Биография
Родилась 7 августа 1926 года в Риге. Отец — Мартиньш Хартманис, генерала латвийской армии, мать — Ирма Мария Хартмане. Брат — информатик Юрис Хартманис. После советской оккупации Латвии в 1940 году генерал Мартиньш Хартманис был заключен в тюрьму СССР. Он был казнен в 1941 году, но его семья узнала о его судьбе лишь после распада СССР в 1991 году.
В 1944 году мать и брат Иваски уехали из лагеря для беженцев, находившихся в Германии. Астрида изучала языки в Марбургском университете. Позже она писала: «В Марбурге-на-Лане для меня открылась европейская интеллектуальная жизнь. За три года в университете я поработала с семью иностранными языками, частью живыми, частью давно умершими, и была вовлечена в область финно-угорской культуры».
В 1949 году получила степень магистра. В том же году она вышла замуж за эстонского поэта Ивара Иваска, который получил в том же вузе докторскую степень в области литературы и истории искусства. Пара переехала в США. Здесь Ивар Иваск был принят на работу в качестве преподавателя в Колледж св. Олафа в штате Миннесота.
В 1967 году вместе с Иваром переехала в Норман, штат Оклахома, где в Университете Оклахомы он стал профессором современных языков и литературы. Работала адъюнктом, преподавала русский, немецкий и французский языки. Муж Ивар был редактором университетского литературного журнала World Literature Today. Супруги принимали у себя дома многих авторов и критиков и участвовали в чтениях и литературных мероприятиях.
В 1991 году пара переехала в ирландское графство Корк. Однако спустя год, в 1992 году, Иварк Иваск умер. Астрида пришлось вернуться в Ригу в 2001 году.

## Сочинения
Первым поэтическим сборником Иваски стал «Крещение озера» (латыш. Ezera kristības, 1966). Другие коллекции включают «Зимний суд» (латыш. Ziemas tiesa, 1968), «Шаг в лесу» (латыш. Solis silos, 1973), «Извилистые заливы» (латыш. Līču loki, 1981), «На краю залежи» (англ. At the Fallow’s Edge, 1981), «Легкораненый» (латыш. Gaisma ievainoja, 1982). Большая часть её работ была написана на латышском языке, однако один сборник «Стихотворения Оклахомы» (англ. Oklahoma Poems, 1990) был написан на английском.
Другие её работы включают «Сюрпризы и открытия» (латыш. Pārsteigumi un atklājumi, 1984), детские стихи и рассказы, а также книгу поэтических путевых зарисовок «Изгибы заливов: виды и пейзажи» (латыш. Līču loki: Ainas un ainavas, 1981), иллюстрированные фотографии Ивара Иваска. Среди других работ можно также выделить сборник стихов «Изложения» (англ. Wordings; 1987).

## Награды и отличия
Была удостоена премии Зинаиды Лазды за «Зимний суд» и премии Фонда культуры латышей за литературу за «Шаг в лесу». Получила приз Яниса Яунсудрабиньша в области прозы за путевые зарисовки. Произведение «Сюрпризы и открытия» получило премию Гопперса. Другое произведение «Извилистые заливы» получило приз имени Яниса Яунсудрабиньша в области прозы.
Награждена орденом Трех звёзд IV степени (2001, Латвия), орденом Белой звезды IV степени (2007, Эстония) и ежегодной премией Союза писателей Латвии за вклад в развитие культуры и литературы.